# Caulolatilus cyanops
Caulolatilus cyanops är en fiskart som beskrevs av Poey, 1866. Caulolatilus cyanops ingår i släktet Caulolatilus och familjen Malacanthidae. IUCN kategoriserar arten globalt som otillräckligt studerad. Inga underarter finns listade i Catalogue of Life.